# Mojżesz Blajsztyft
Mojżesz Blajsztyft także Moszek Blajstyft, ps. „A. Efroni”, „B. Sztyft”, „Ani” (hebr. משה בלישטפט, ur. 1892 lub 1893 w Tomaszowie Mazowieckim, zm. 28 czerwca 1932 w Łodzi) – literat i tłumacz na język hebrajski i jidysz.

## Życiorys
Wychował się w rodzinie urzędniczej. W młodości uczył się w chederze i w szkole rzemieślniczej Jarocińskiego w Łodzi, kończąc ją w 1909 roku. W 1916 rozpoczął współpracę z dziennikiem „Łodzier Togblat”, na łamach której publikował recenzje teatralne i artkuły na temat społeczności żydowskiej. Był tłumaczem literatury polskiej i niemieckiej na język hebrajski, w tym m.in. Henryka Sienkiewicza, Juliusza Słowackiego, Leona Pinskera, Jerzego Żuławskiego i Bolesława Prusa. Część jego prac zaginęła. Jego tłumaczenia były publikowane w Łodzi, Warszawie oraz Palestynie.
Należał do Rady Zawodowej Związku Literatów i Dziennikarzy Żydowskich. W 1927 kandydował do Rady Miejskiej w Łodzi z ramienia Syjonistyczno-Demokratycznego Komitetu Wyborczego „Hitachdut”.
Został pochowany na nowym cmentarzu żydowskim przy ulicy Brackiej w Łodzi.

## Tłumaczenia
Na język hebrajski
- L. Pinsker, „Autoemancypacja”(inne języki) (hebr. Ojtoemanipasje, Łódź 1918)[1];
- J. Żuławski „Sabbataj Cwi” (Warszawa, 1924);
- J. Słowacki, „W Szwajcarii”[2].

Na jidysz
- H. Sienkiewicz, „Ogniem i mieczem” (jid. מ‏יט פייער און שווערד, Mit fajer un szwerd, Warszawa 1924)[7][2];
- H. Sienkiewicz, „Potop” (jid. מבול, Mabul, Warszawa 1926-1927)[8][2];
- H. Sienkiewicz, „Pan Wołodyjowski” (jid. פאן וולודיובסקי, Pan Wolodijowski, Warszawa 1928)[9][2].